# Ryūjō (hangarfartyg)
Ryūjō (japanska: 龍驤) var ett lätt hangarfartyg som byggdes för den kejserliga japanska flottan i början av 1930-talet. Fartyget var litet och lätt i ett försök att utnyttja ett kryphål i Washingtonfördraget från 1922, men det visade sig vara ostabilt och skickades tillbaka till varvet för ändringar för att åtgärda dessa problem bara ett år efter färdigställandet. Med sin förbättrade stabilitet återgick Ryūjō till tjänst och användes i operationer under det andra kinesisk-japanska kriget. Under andra världskriget gav hon flygunderstöd till operationer i Filippinerna, Malaya och Nederländska Ostindien, där hennes flygplan deltog i det andra slaget om Javasjön. Under räden i Indiska oceanen i april 1942 attackerade hangarfartyget brittisk handelssjöfart med sina kanoner och flygplan. Ryūjō deltog därefter i slaget om Aleuterna i juni. Hon sänktes av amerikanska hangarfartygsflygplan i slaget vid östra Salomonöarna den 24 augusti 1942.

## Design
Ryūjō planerades som ett lätt hangarfartyg med ett deplacement på cirka 8 000 ton för att utnyttja ett kryphål i Washingtonfördraget från 1922 som innebar att hangarfartyg med ett standarddeplacement på mindre än 10 000 ton inte betraktades som "hangarfartyg". Medan Ryūjō byggdes täppte artikel tre i Londonfördraget från 1930 till det ovannämnda kryphålet, och Ryūjō var därför det enda lätta hangarfartyg av sin typ som färdigställdes av Japan.
Ryūjō hade en total längd på 179,9 meter, en bredd på 20,32 meter och ett djupgående på 5,56 meter. Hennes deplacement var 8 000 ton vid standardlast och 10 150 ton vid fullast. Besättningen bestod av 600 officerare och värnpliktiga.

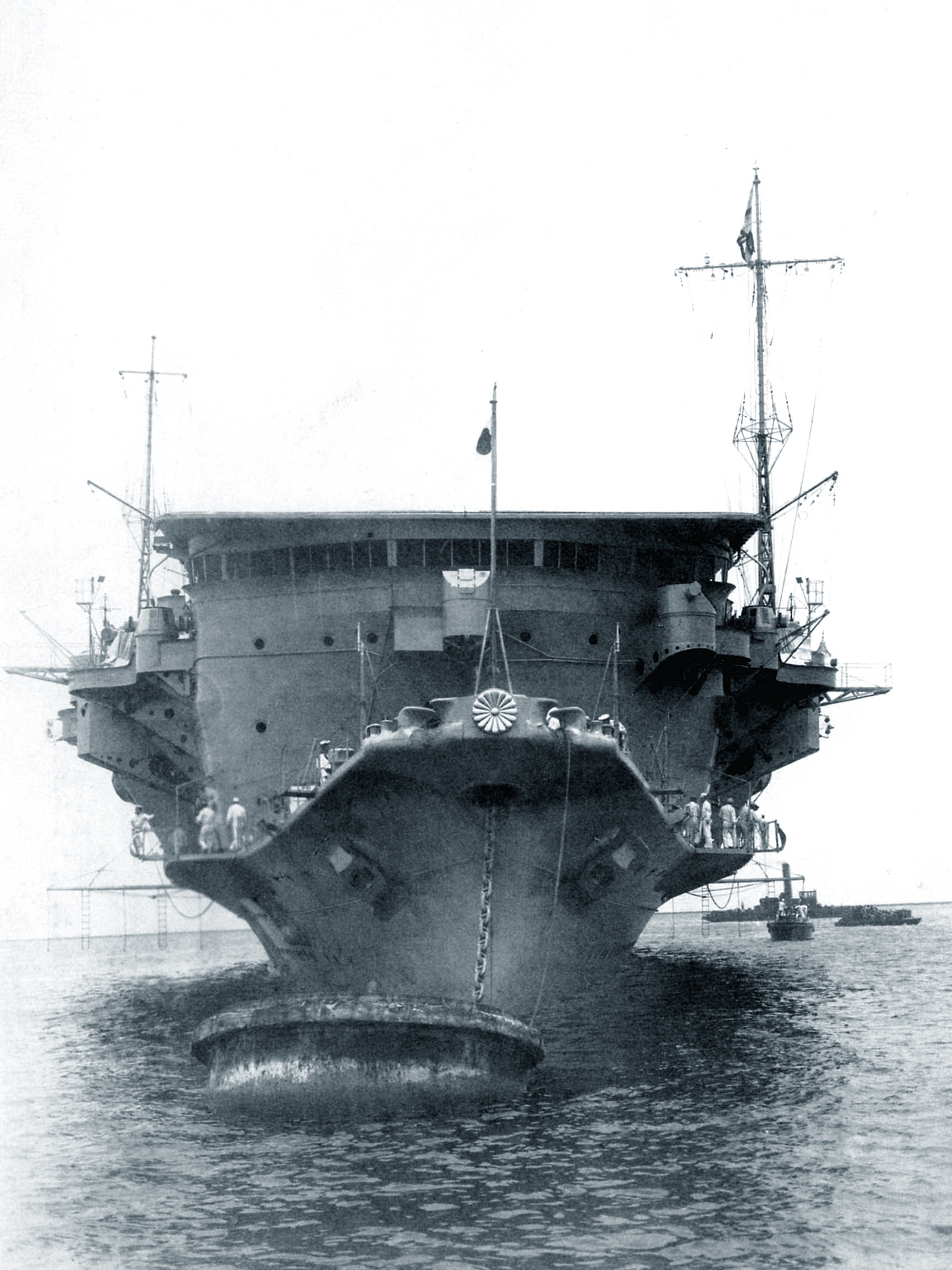
Bild som visar Ryūjōs bog, tagen den 19 juni 1933.

För att hålla Ryūjōs vikt under 8 000 ton var skrovet lätt byggt utan pansar, men en lätt skyddande plåt lades till runt maskinrummen och magasinen. Hon konstruerades också med endast en hangar, vilket skulle ha gett en extremt låg profil (fribordet var bara 4,6 meter mittskepps och 3,0 meter i aktern). Mellan tiden då hangarfartyget kölsträcktes 1929 och sjösattes 1931 fördubblade flottan kravet på stuvningsutrymmet till 48 stycken flygplan för att ge henne en mer slagkraftig flyggrupp. Detta gjorde det nödvändigt att lägga till en andra hangar ovanpå den första, vilket höjde fribordet till 14,9 meter. I kombination med fartygets smala bredd gjorde den därav följande toppvikten att fartyget blev ostabilt i grov sjö, trots att det utrustades med stabiliseringssystem. Detta var ett vanligt problem hos många japanska krigsfartyg som kringgick flottavtalen.
Tomozuru-incidenten den 12 mars 1934, då en topptung torpedbåt kapsejsade i hårt väder, ledde till att flottan började undersöka stabiliteten hos alla sina fartyg, vilket ledde till designändringar för att förbättra stabiliteten. Ryūjō, som redan var känd för att vara ostabil, dockades omedelbart vid Kure varvet för ändringar som förstärkte hennes köl och lade till ballast och grunda torpedutbuktningar för att förbättra stabiliteten. Skorstenarna flyttades högre upp på sidan av skrovet och böjdes nedåt för att hålla däcket fritt från rök.
Kort därefter var Ryūjō ett av många japanska krigsfartyg som hamnade i en tyfon den 25 september 1935 under flottövningar. Fartygets brygga, flygdäck och överbyggnad skadades och hangaren översvämmades. Förskeppet höjdes ett däck och fören byggdes om med större utbuktning för att förbättra stabiliteten. Efter dessa ändringar ökades bredden och djupgåendet till 20,78 meter respektive 7,08 meter. Deplacementet ökade också till 10 600 ton vid standardlast och 12 732 ton vid fullast. Besättningen ökade också till 924 officerare och värnpliktiga.

### Maskineri
Fartyget var utrustat med två växlade ångturbinaggregat med en total effekt på 65 000 hästkrafter (48 000 kW), som var och en drev en propelleraxel, med hjälp av ånga från sex Kampon-vattenrörspannor. Ryūjō var tänkt att ha en topphastighet på 29 knop (54 km/h), men nådde 29,5 knop (54,6 km/h) under sina sjötester. Fartyget hade  en kapacitet på 2 530 ton tjockolja, vilket gav henne en räckvidd på 10 000 nautiska mil (19 000 km) vid 14 knop (26 km/h). Pannans upptag var kopplade till fartygets styrbordssida mittskepps och avleddes horisontellt under flygdäckets nivå genom två små skorstenar.

### Flygdäck och hangarer

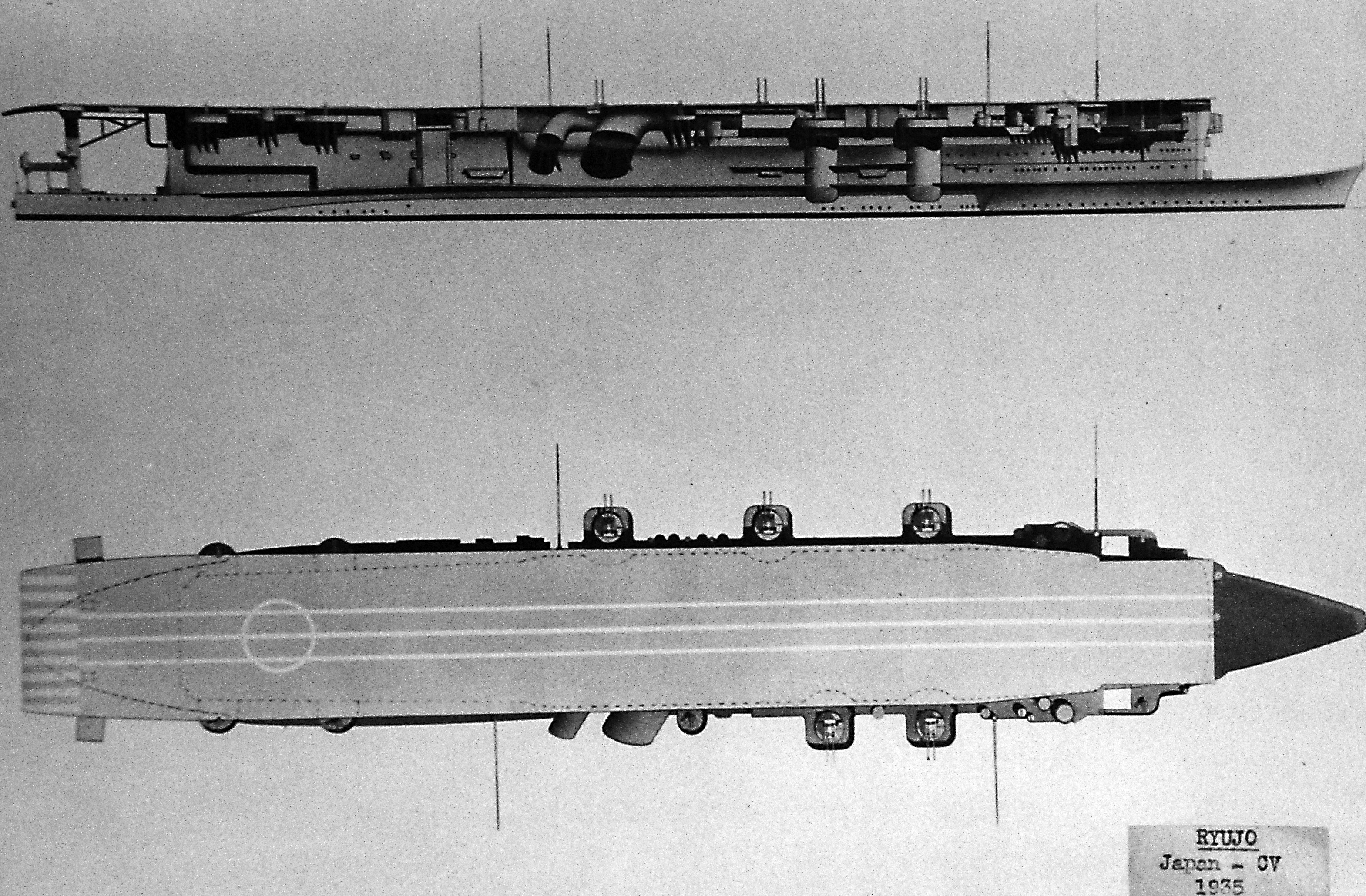
Ritningar visande Ryūjōs styrbordssida samt flygdäck.

Ryūjō var ett fartyg med jämnt däck utan ett torn; bryggan var placerad precis under flygdäckets främre kant i ett långt glasat "växthus", medan överbyggnaden var placerad 23,5 meter bakåt från fartygets stäv, vilket gav Ryūjō en distinkt öppen för. Det 156,5 meter långa flygdäcket var 23 meter brett och sträckte sig långt bortom överbyggnadens akterända och stöddes av ett par pelare. Sex tvärgående bromskablar installerades på flygdäcket och moderniserades 1936 för att kunna stoppa ett flygplan på 6 000 kg. Fartygets hangarer var båda 102,4 meter långa och 18,9 meter breda, och hade en ungefärlig yta på 3 871 kvadratmeter. Tillsammans gav de fartyget kapacitet att basera 48 flygplan, men endast 37 kunde användas i aktiv tjänst samtidigt. Efter stormskadorna från tyfonen rundades Ryūjōs brygga och flygdäckets främre kant av för att göra dem mer strömlinjeformade. Detta minskade flygplansdäckets längd med 2 meter.
Flygplanen transporterades mellan hangarerna och flygdäcket med hjälp av två hissar; den främre plattformen mätte 15,7 gånger 11,1 meter och den bakre 10,8 gånger 8,0 meter. Den lilla bakre hissen blev ett problem när flottan successivt började använda större och modernare flygplan. Av alla flygplan i fronttjänst 1941 var det bara torpedflygplanet Nakajima B5N "Kate" som passade, när de placerades i en vinkel med vingarna uppfällda. Detta gjorde i praktiken Ryūjō till ett hangarfartyg med en enda hiss och försvårade avsevärt överföringen av flygplan in och ut ur hangarerna för påfyllnad av vapen och tankning under stridsoperationer.

### Bestyckning
När Ryūjō var färdigbyggd bestod det primära luftvärnet av sex dubbelmonterade 40-kalibriga 12,7 cm typ 89-allmålskanoner monterade på utskjutande sponsorer, tre på vardera sidan av hangarfartygets skrov. Mot ytmål hade kanonerna en räckvidd på 14 700 meter och de hade ett högsta tak på 9 440 meter vid sin maximala elevation på +90 grader. Deras maximala eldhastighet var 14 skott per minut, men deras realistiska uthålliga eldhastighet var cirka åtta skott per minut. 24 stycken typ 93 13,2 mm Hotchkiss-kulsprutor fanns också på fartyget, i dubbla och fyrdubbla fästen. Deras effektiva räckvidd mot flygplan var 700-1 500 meter. Eldhastigheten var justerbar mellan 425 och 475 skott per minut, men behovet av att byta 30-skots magasin minskade den realistiska hastigheten till 250 skott per minut.
Under ombyggnaden av hangarfartyget 1934-1936 byttes två av de dubbelmonterade 12,7 cm kanonerna ut mot två dubbelfästen för typ 96 Hotchkiss 25 mm lätta luftvärnskanoner, vilket resulterade i en minskning av toppvikten med cirka 61 ton som förbättrade fartygets totala stabilitet. Detta var den japanska lätta luftvärnskanonen som var standard under andra världskriget, men den hade allvarliga designbrister som gjorde den till ett i stort sett ineffektivt vapen. Enligt historikern Mark Stille hade vapnet många brister, bland annat en oförmåga att "hantera mål med hög hastighet eftersom det inte kunde vridas eller höjas tillräckligt snabbt vare sig för hand eller eldrivet, dess sikte var otillräckligt för mål med hög hastighet, [och] det hade överdrivna vibrationer och mynningsstötar." Dessa 25-millimeterkanoner hade en effektiv räckvidd på 1 500–3 000 meter och ett effektivt tak på 5 500 meter vid en höjd på +85 grader. Den maximala effektiva eldhastigheten var endast mellan 110 och 120 skott per minut på grund av behovet av att ofta byta 15-skotts magasinen. Kulsprutorna ersattes under en kort ombyggnad i april-maj 1942 med sex trippelmonterade 25-millimeter kanoner.

## Konstruktion

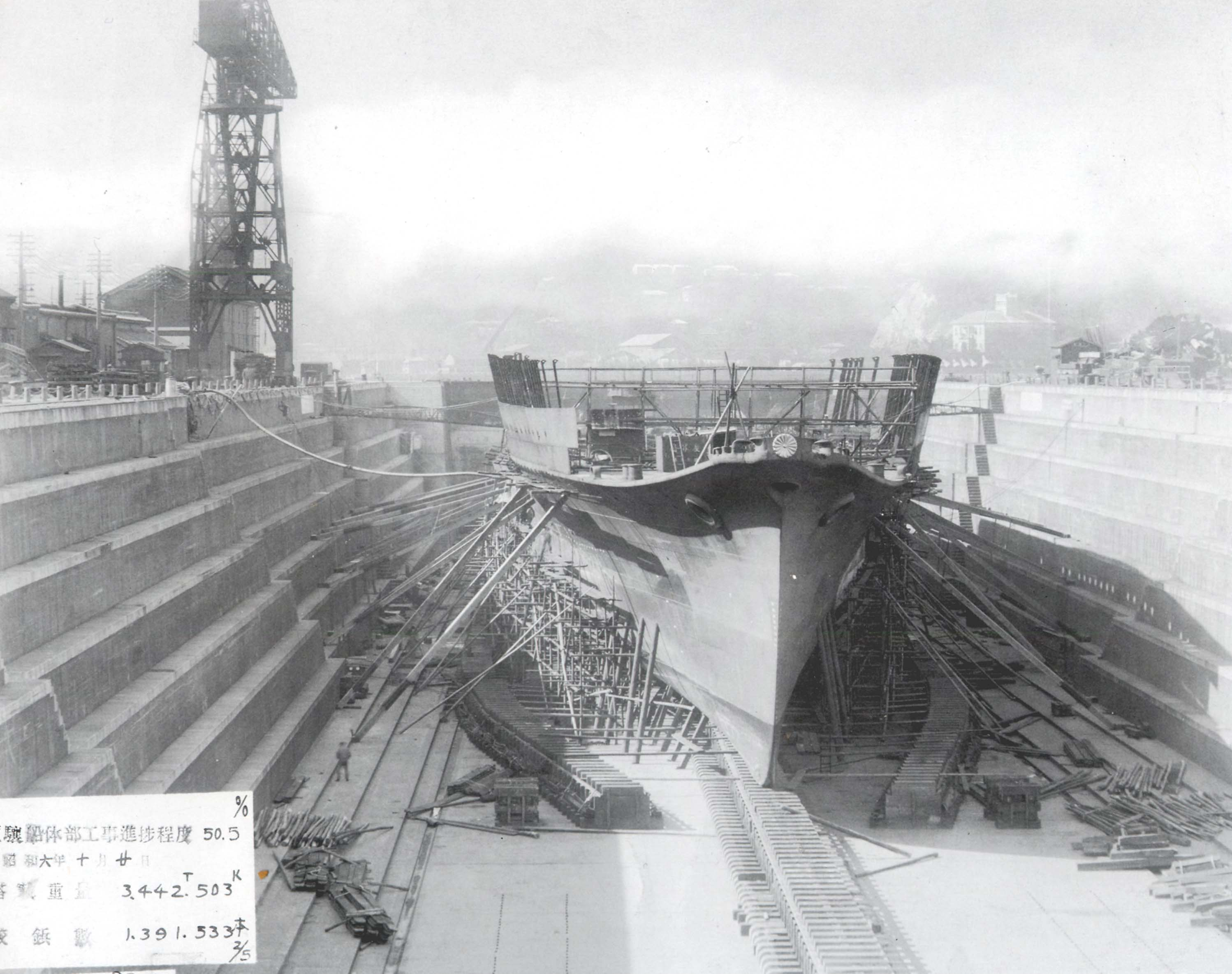
Ryūjō under konstruktion vid Yokosuka varvet den 20 oktober 1931.

Fartyget kölsträcktes på Mitsubishis varv i Yokohama den 26 november 1929. Hon sjösattes den 2 april 1931, bogserades till Yokosuka varvet den 25 april för att utrustas och togs i bruk den 9 maj 1933 med kapten Toshio Matsunaga som befäl. Under utbildning i mitten av 1933 bestod hennes första flyggrupp av nio Mitsubishi B1M2 (typ 13) torpedflygplan, plus tre reservflygplan, och tre A1N1 (typ 3) jaktplan, plus två i reserv. Matsunaga avlöstes av kapten Torao Kuwabara den 20 oktober. Efter Tomozuru-incidenten byggdes fartyget om från den 26 maj till den 20 augusti 1934.
Kapten Ichiro Ono tog över befälet den 15 november 1934 och Ryūjō blev flaggskepp för konteramiral Hideho Wadas 1:a hangarfartygsdivision. Följande månad valdes fartyget ut för att utvärdera bombningstaktik med hjälp av sex spaningsflygplan av typen Nakajima E4N2-C typ 90, sex torpedflygplan av typen Yokosuka B3Y1 typ 92 och ett dussin jaktplan av typen A2N1 typ 90. Spaningsflygplanen visade sig vara olämpliga efter några månaders testning. Ryūjō deltog i den Kombinerade flottans övningar 1935 där hon var knuten till den 4:e flottan. Flottan hamnade i en tyfon den 25 september och fartyget fick lätta skador. Ryūjō anlände till Kure den 11 oktober 1935 för reparationer, modifieringar och en ombyggnad som varade till den 31 maj 1936. Den 31 oktober avlöstes Ono av kapten Shun'ichi Kira.

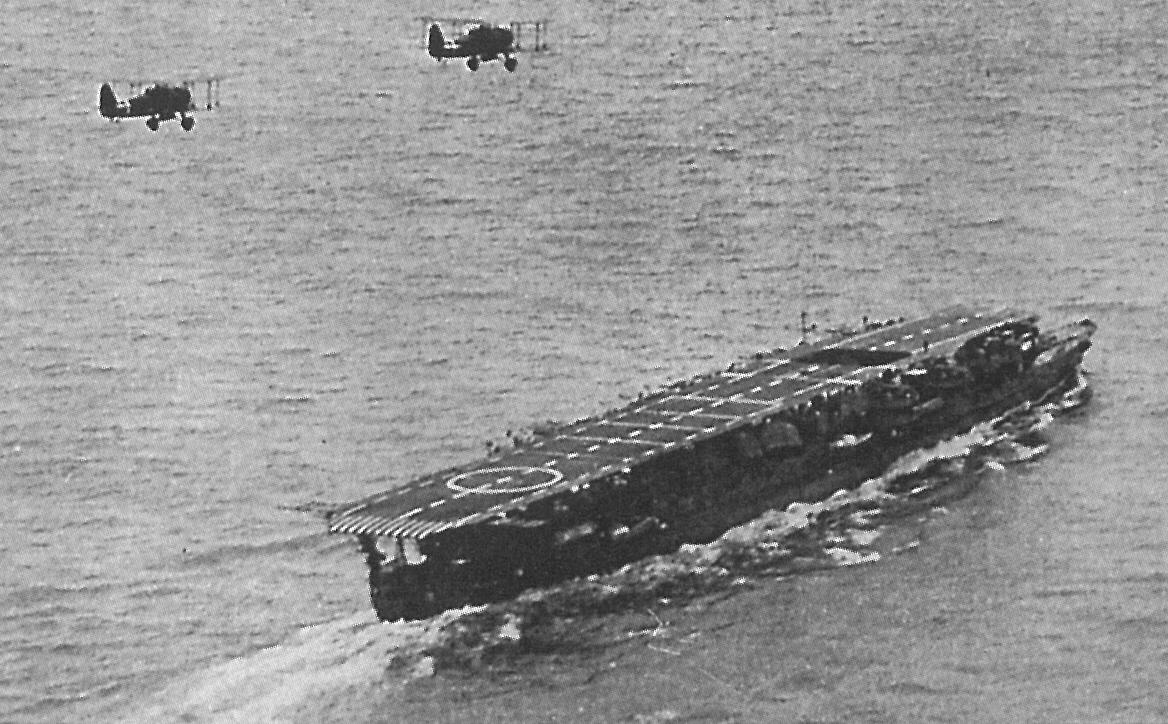
Ryūjō under 1930:talet tillsammans med ett par Aichi D1A2 störtbombplan ovanför.

I mitten av 1936 användes fartyget för att utvärdera ett dussin Aichi D1A-störtbombplan och taktiker för bombning. Hon hade också vid denna tidpunkt 24 A4N1 jaktplan ombord, plus fyra respektive åtta reservflygplan. I september återupptog Ryūjō sin roll som flaggskepp för 1:a hangarfartygsdivisionen, som nu leddes av konteramiral Saburō Satō. Hennes flyggrupp bestod nu av en blandning av B3Y1 torpedflygplan, D1A1 störtbombplan och A2N-jaktflygplan, men hennes torpedflygplan överfördes efter att flottövningar i oktober visat på att störtbombplan var mer effektiva. Kapten Katsuo Abe tog över befälet över fartyget den 16 november.
1:a hangarfartygsdivisionen anlände till Shanghai den 13 augusti 1937 för att stödja den japanska arméns operationer i Kina. Flygplanet bestod av 12 A4N jaktplan (plus fyra reservplan) och 15 D1A störtbombplan. Bombplanen attackerade mål i och runt omkring Shanghai. Den 22 augusti hade de japanska jaktplanen sin första luftstrid när fyra A4N överraskade 18 Kuomintang Curtiss Hawk III jaktplan och hävdade att de hade skjutit ner sex stycken utan förlust. Dagen därpå hävdade fyra A4N att de hade skjutit ner nio kinesiska jaktplan utan egna förluster. Hangarfartygen återvände till Sasebo i början av september för att fylla på med förnödenheter innan de seglade till den sydkinesiska kusten den 21 september för att angripa kinesiska styrkor i närheten av Kanton. Nio stycken jaktplan från Ryūjō eskorterade en räd mot staden och sköt ned sex av de försvarande jaktplanen. När de eskorterade en annan räd senare samma dag hävdade de japanska piloterna att fem fientliga flygplan som sköts ner och ett som troligen sköts ner. Störtbombplanen attackerade mål i närheten av Kanton tills fartyget seglade till Shanghai-området den 3 oktober. Hennes flyggrupp flögs i land den 6 oktober för att stödja japanska styrkor nära Shanghai och Nanking. Ryūjō återvände hem i november och blev kortvarigt ett utbildningsfartyg innan hon tilldelades konteramiral Tomoshige Samejimas 2:a hangarfartygsdivision.
I februari 1938 ersatte fartyget sina A4N biplan med nio Mitsubishi A5M "Claude"-jaktflygplan. Den 2:a hangarfartygsdivisionen stödde japanska operationer i södra Kina i mars-april och återigen i oktober. Kapten Kiichi Hasegawa tog över befälet den 15 november 1939. Ryūjō genomgick en ombyggnad från december 1939 till januari 1940 och fungerade som ett utbildningsfartyg fram till november då hon blev flaggskepp för konteramiral Kakuji Kakutas 3:e hangarfartygsdivision. Hasegawa avlöstes av kapten Ushie Sugimoto den 21 juni. Fartygets flyggrupp bestod då av 18 Nakajima B5N torpedflygplan och 16 A5M4 jaktplan. När 1:a hangarfartygsflottan bildades den 10 april 1941 blev Ryūjō flaggskepp för 4:e hangarfartygsdivision.

### Andra världskriget

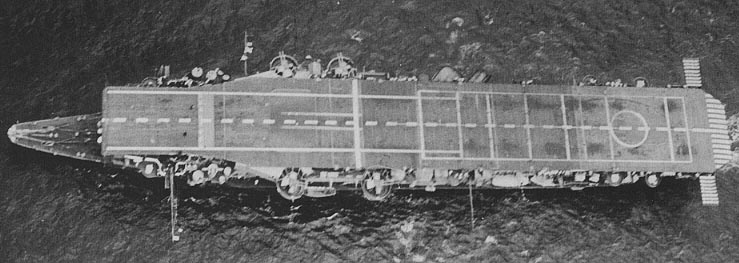
Flygbild tagen på Ryūjō någon gång under 1935.

Fartygets uppdrag i början av Stillahavskriget var att stödja invasionen av Filippinerna, inledningsvis genom att attackera den amerikanska flottbasen i Davao, Mindanao, på morgonen den 8 december. Hennes flyggrupp hade inte ändrats, men fyra av varje flygplanstyp stod i reserv. Ryūjōs inledande luftangrepp bestod av 13 B5N eskorterade av nio A5M med ett mindre luftangrepp senare under dagen av två B5N och tre A5M. De förstörde två Consolidated PBY sjöflygplan på marken men en B5N och en A5M förlorades. Fartygets flygplan skyddade landstigningen på Davao den 20 december och dess B5N:or attackerade en brittisk oljetanker söder om Davao. I januari 1942 stödde hennes flygplan japanska operationer på Malackahalvön.
I mitten av februari 1942 attackerade Ryūjōs flygplan fartyg som evakuerades från Singapore. Totalt åtta fartyg skadades och fyra sänktes. De skyddade även konvojer som transporterade trupper till Sumatra. Fartyget attackerades utan framgång av flera Bristol Blenheim lätta bombflygplan från No. 84 Squadron RAF den 14 februari. Dagen därpå attackerade två vågor B5N, totalt 13 flygplan, den brittiska tunga kryssaren Exeter, men lyckades endast skada fartygets Supermarine Walrus sjöflygplan. Följande attacker samma dag misslyckades också. Två dagar senare förstörde B5N-torpedflygplanen Zr.Ms. Van Ghent, en nederländsk jagare som hade gått på grund i Selat Gelasa och övergivits den 14 februari. Fartyget seglade till Saigon i Franska Indokina, dagen därpå och anlände den 20 februari. En vecka senare fick hon i uppdrag att skydda konvojen som förde trupper till Jakarta på Java. Hennes flygplan deltog i det andra slaget i Javasjön den 1 mars och sex B5N sänkte den amerikanska jagaren Pope efter att den övergivits av sin besättning. Sex andra B5N bombade hamnen i Semarang, och satte möjligen ett handelsfartyg i brand.
Ryūjō anlände till Singapore den 5 mars och fartyget stödde operationer på Sumatra och eskorterade konvojer till Burma och Andamanerna under resten av månaden. Den 1 april, medan 1:a hangarfartygsflottan inledde sin räd i Indiska oceanen, lämnade Malaya-styrkan, bestående av Ryūjō, sex kryssare och fyra jagare, Burma med uppdrag att attackera handelssjöfart i Bengaliska viken. B5N-flygplan skadade ett fraktfartyg den 5 april innan styrkan delade upp sig i tre grupper. Ryūjōs flygplan bombade de små hamnarna Cocanada och Vizagapatam på Indiens sydöstra kust nästa dag och orsakade endast liten skada, förutom att de uppgav att två fartyg hade sjunkit och ytterligare sex skadats under dagen. Hangarfartyget och dess eskorter, den lätta kryssaren Yura och jagaren Yūgiri, hävdade att de hade sänkt ytterligare tre fartyg med hjälp av kanoneld. Sammanlagt sänkte Malaya-styrkan 19 fartyg på sammanlagt nästan 100 000 bruttoregisterton (BRT), innan de återförenades den 7 april och anlände till Singapore den 11 april. En vecka senare släpptes fartygets B5N:er av för övningar medan Ryūjō seglade tillbaka till Kure den 23 april för en kort ombyggnad.
Det nyligen i bruk tagna hangarfartyget Jun'yō anslöt sig till 4:e hangarfartygsdivision, under befäl av Kakuta, tillsammans med Ryūjō den 3 maj 1942. De utgjorde kärnan i den 2:a hangarfartygsstyrkan, en del av den Norra Styrkan, med uppgift att attackera Aleuterna, en operation som planerades för att inta flera av öarna för att ge förvarning i händelse av en amerikansk attack från Aleuterna ner mot Kurilerna medan huvuddelen av den amerikanska flottan var upptagen med att försvara Midway. Ryūjōs flyggrupp bestod nu av 12 A6M2 Zeros och 18 B5N, plus två i reserv av varje typ. Fartyget överfördes till Mutsubukten den 25 maj och sedan till Paramushiro den 1 juni innan det samma dag gav sig av till Aleuterna.
I gryningen den 3 juni skickade hon iväg 9 B5N:or, eskorterade av 6 Zeros, för att attackera Dutch Harbor på Unalaska Island. En B5N kraschade vid starten men 6 av B5N och alla Zeros lyckades ta sig igenom det dåliga vädret, förstörde två PBY Catalinor och orsakade betydande skador på oljetankar och baracker. Ett andra flyganfall inleddes senare under dagen för att attackera en grupp jagare som upptäckts av flygplan från det första anfallet, men de lyckades inte hitta målen. En Zero från Ryūjō från det andra anfallet skadades av en Curtiss P-40 och kraschlandade på ön Akutan. Flygplanet, som senare kallades Akutan Zero, förblev i stort sett intakt och hämtades senare av den amerikanska flottan och provflögs. Dagen därpå inledde de två hangarfartygen ett nytt flyganfall, bestående av 15 Zeros, 11 D3A och 6 B5N, som framgångsrikt bombade Dutch Harbor. Strax efter att flygplanen hade skickats iväg attackerade amerikanerna hangarfartygen, men lyckades inte tillfoga dem någon skada. Ett Martin B-26 Marauder-bombplan och en PBY sköts ner av Zeros, och ett Boeing B-17 Flying Fortress-bombplan sköts ner av luftvärn under attacken.
Ryūjō återvände till Mutsubukten den 24 juni och seglade till Aleuterna fyra dagar senare för att skydda den andra förstärkningskonvojen till Attu och Kiska och stannade i området till den 7 juli i händelse av ett amerikanskt motangrepp. Hon anlände till Kure den 13 juli för en ombyggnad och överfördes till 2:a hangarfartygsdivisionen dagen efter.

#### Slaget vid östra Salomonöarna

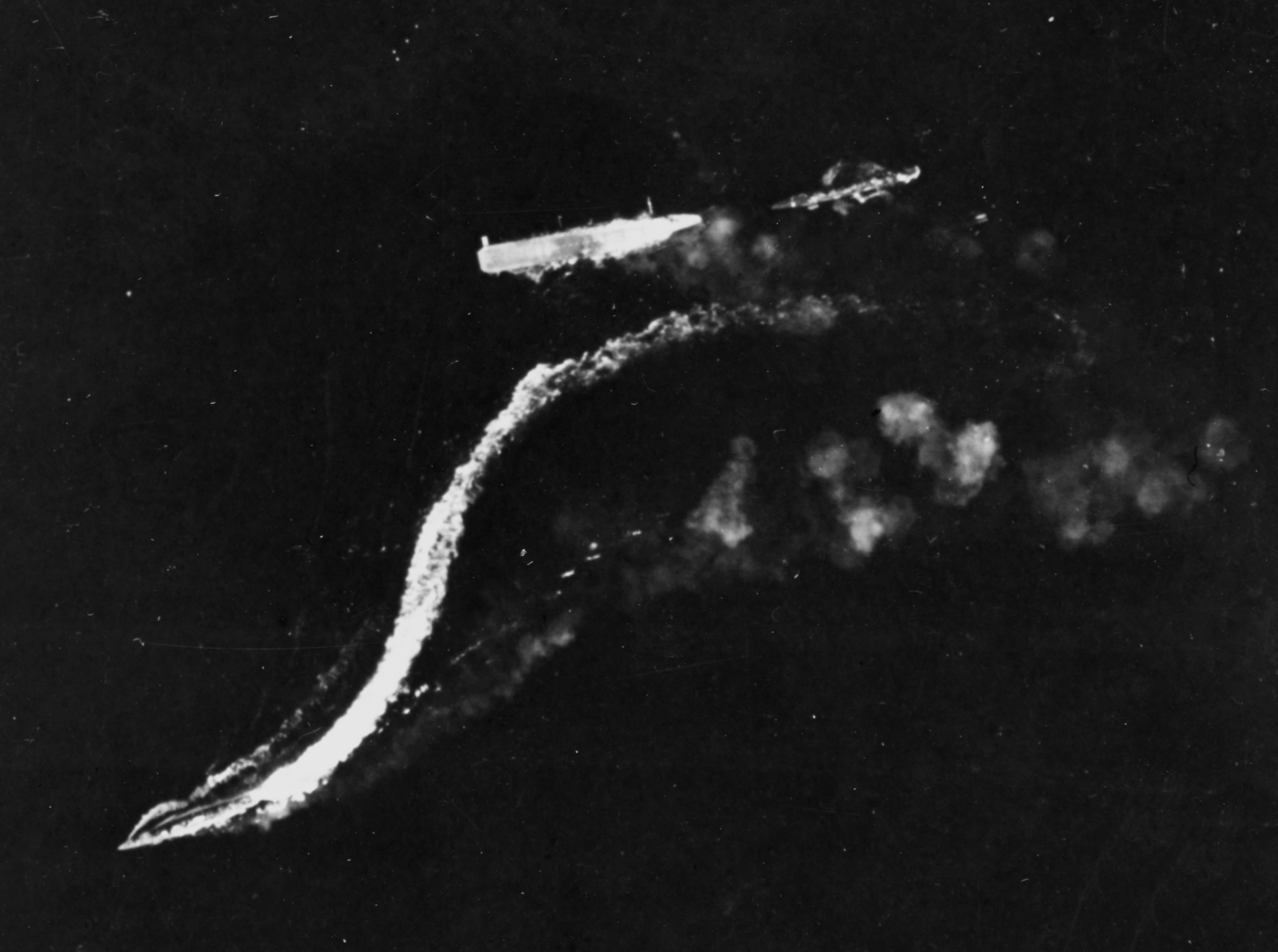
Ryūjō (överst center), som har immobiliserats i ett tidigare anfall, attackeras av B-17 bombflygplan från hög höjd den 24 augusti 1942. Jagaren Amatsukaze (till vänster neråt) flyr från Ryūjō i hög hastighet medan jagaren Tokitsukaze (till höger uppåt) backar från Ryūjōs akter för att undkomma bombplanens fallande bomber.

De amerikanska landstigningarna på Guadalcanal och Tulagi den 7 augusti överraskade japanerna. Dagen därpå överfördes Ryūjō till 1:a hangarfartygsdivisionen och seglade till Truk den 16 augusti tillsammans med divisionens två andra hangarfartyg, Shōkaku och Zuikaku. Hennes flyggrupp bestod nu av 24 Zeros och nio B5N2. Den 21 augusti beordrade amiral Isoroku Yamamoto, överbefälhavare för den Kombinerade flottan, att Truk skulle kringgås och att flottan skulle bunkras till sjöss efter att ett amerikanskt hangarfartyg hade setts nära Salomonöarna den 21 augusti. Klockan 01:45 den 24 augusti beordrade viceamiral Chūichi Nagumo, befälhavare för den styrkan, att Ryūjō och den tunga kryssaren Tone, eskorterade av två jagare, skulle avdelas för att segla före konvojen på väg till Guadalcanal och attackera den allierade flygbasen vid Henderson Field om inga hangarfartyg upptäcktes. Den fristående styrkan kommenderades av konteramiral Chūichi Hara ombord Tone.
Ryūjō inledde två mindre flygattacker, med totalt 6 B5N och 15 Zero, med början kl. 12.20 när Diversionary Force var 200 nautiska mil (370 km) norr om Lunga Point. Fyra Grumman F4F Wildcat jaktplan från Marine Fighter Squadron VMF-223 på flygpatrull nära Henderson Field upptäckte de inkommande japanska flygplanen runt 14:20 och larmade försvararna. Ytterligare tio Wildcats från VMF-223 och VMF-212 skickades upp, liksom två Bell P-400 från 67th Fighter Squadron från United States Army Air Corps som svar. Nio av Zero-jaktplanen besköt flygfältet medan B5N-flygplanen bombade det med 60-kilogramsbomber, dock utan större effekt. Amerikanerna hävdade att de hade skjutit ner 19 flygplan, men endast tre Zeros och tre B5N förlorades, och en annan B5N tvingades nödlanda. Endast tre Wildcats sköts ned.
Omkring kl. 14.40 upptäcktes den fristående styrkan återigen av flera spaningsflygplan från hangarfartyget USS Enterprise, men de japanska fartygen upptäckte inte amerikanerna omedelbart. De skickade ut tre Zeros på patrull klockan 14:55, tre minuter innan två Grumman TBF Avengers missade Ryūjōs akter med 150 meter med fyra 230 kg bomber. Ytterligare två Zeros förstärkte patrullen strax efter 15:00, precis i tid för att hitta ytterligare två Avengers och skjuta ner den ena. Under tiden hade hangarfartyget USS Saratoga tidigt på eftermiddagen inlett ett luftangrepp mot den fristående styrkan som bestod av 31 Douglas SBD Dauntlesses och 8 Avengers; det långa avståndet omöjliggjorde jakteskort. De hittade hangarfartyget kort därefter och attackerade. De träffade Ryūjō tre gånger med 450-kilosbomber och en torped; torpedträffen översvämmade styrbords maskin- och pannrum. Inga flygplan från vare sig Ryūjō eller Saratoga sköts ner i attacken.
Bombträffarna satte fartyget i brand och gav det en slagsida på grund av den översvämning som orsakades av torpedträffen. Ryūjō vände norrut klockan 14:08, men hennes slagsida fortsatte att öka även efter att bränderna hade släckts. Översvämningen satte hennes maskineri ur funktion och fick henne att stanna vid 14:20. Ordern att överge fartyget gavs 15:15 och jagaren Amatsukaze manövrerade närmare för att kunna rädda besättningen. Fartygen bombades flera gånger av flera B-17-bombplan utan effekt innan Ryūjō kapsejsade omkring klockan 17:55 vid koordinaterna 06°10′S 160°50′Ö / 6.167°S 160.833°Ö med förlust av sju officerare och 113 sjömän. Fjorton flygplan som hon tidigare hade skickat ut återvände strax efter att Ryūjō sjunkit och cirklade över styrkan tills de tvingades nödlanda. Sju piloter kunde räddas.